# 塞姆
塞姆（法語：Sepmes，法語發音：[sɛm] ⓘ）是法国安德尔-卢瓦尔省的一个市镇，位于该省南部，属于洛什区。

## 地名
该地名“Sepmes”发音为[sɛm]，字母“p”不发音，《世界地名译名词典》将其误译作“塞普姆”。

## 地理
塞姆（47°4'5"N, 0°40'24"E）面积28.59 平方千米，位于法国中央-卢瓦尔河谷大区安德尔-卢瓦尔省，该省份为法国中西部省份，北起萨尔特省、东北接卢瓦-谢尔省，东南接安德尔省，南至维埃纳省，西临曼恩-卢瓦尔省。
与塞姆接壤的市镇（或旧市镇、城区）包括：图赖讷地区圣莫尔、博塞、布尔南、埃沃河畔锡夫赖、德拉谢、埃沃河畔马尔塞。
塞姆的时区为UTC+01:00、UTC+02:00（夏令时）。

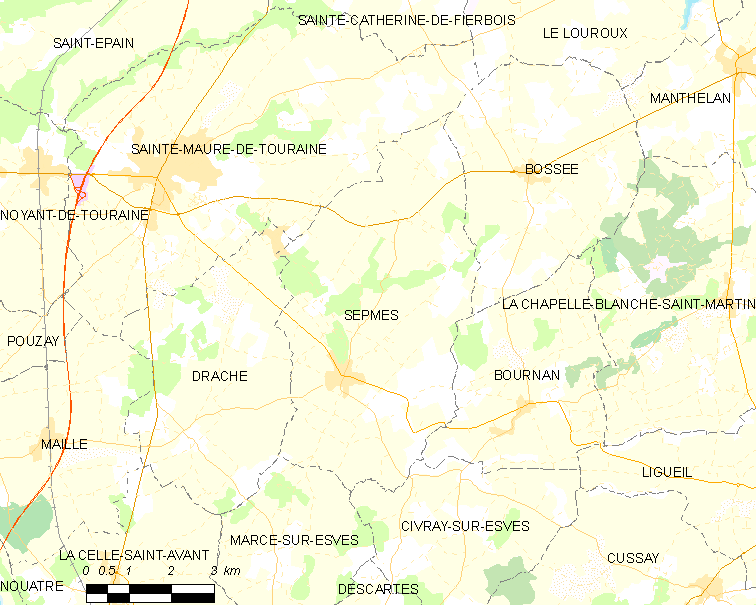
塞姆的OSM定位图

## 行政
塞姆的邮政编码为37800，INSEE市镇编码为37247。

## 政治
塞姆所属的省级选区为笛卡尔县。

## 人口

1962-2008年间塞姆人口变化图示

塞姆于2022年1月1日时的人口数量为605人。